# Чурилово (Челябинская область)
Чурилово — деревня в Красноармейском районе Челябинской области. Входит в Озёрное сельское поселение.

## География
Деревня расположена в 12 километрах восточнее от областного центра города Челябинска, между двух озёр Первого и Второго. Расстояние до районного центра села Миасского 23 км.

## История
В 1795 году основана как казачье поселение, именуемое по фамилии основателя. В первые годы, в поселении проживало несколько семей, основным занятием которых было земледелие. К 1877 году в посёлке насчитывалось 14 дворов и 80 жителей.
В 1890-е годы посёлок начал активно развиваться в связи с постройкой Западно-Сибирской железной дороги. В 1896 году, в 5 верстах южнее открыт разъезд, где был основан одноимённый пристанционный посёлок Чурилово.
В 1914 году насчитывалось 40 дворов и 247 жителей.
Возле деревни c 1951 г. расположена железнодорожная станция Межозёрная (до 1960 г. — Разъезд 147 км) Челябинского региона ЮУЖД, станция является составной частью Челябинского железнодорожного узла, расположена на ветках Чурилово — Нижняя — Каменск Уральский и Металлургическая — Потанино).
В конце XX веке возле деревни были построены коттеджные посёлки Чуриловские Песчаные Карьеры и Солнечный Берег, а также ряд садово-дачных кооперативов (товариществ).
В окрестностях деревни были обнаружены курганы с захоронениями бронзового и железного веков.

## Население
| 2002 | 2008 | 2010 |
| ---- | ---- | ---- |
| 27   | ↗44  | ↘32  |